# Me lcags

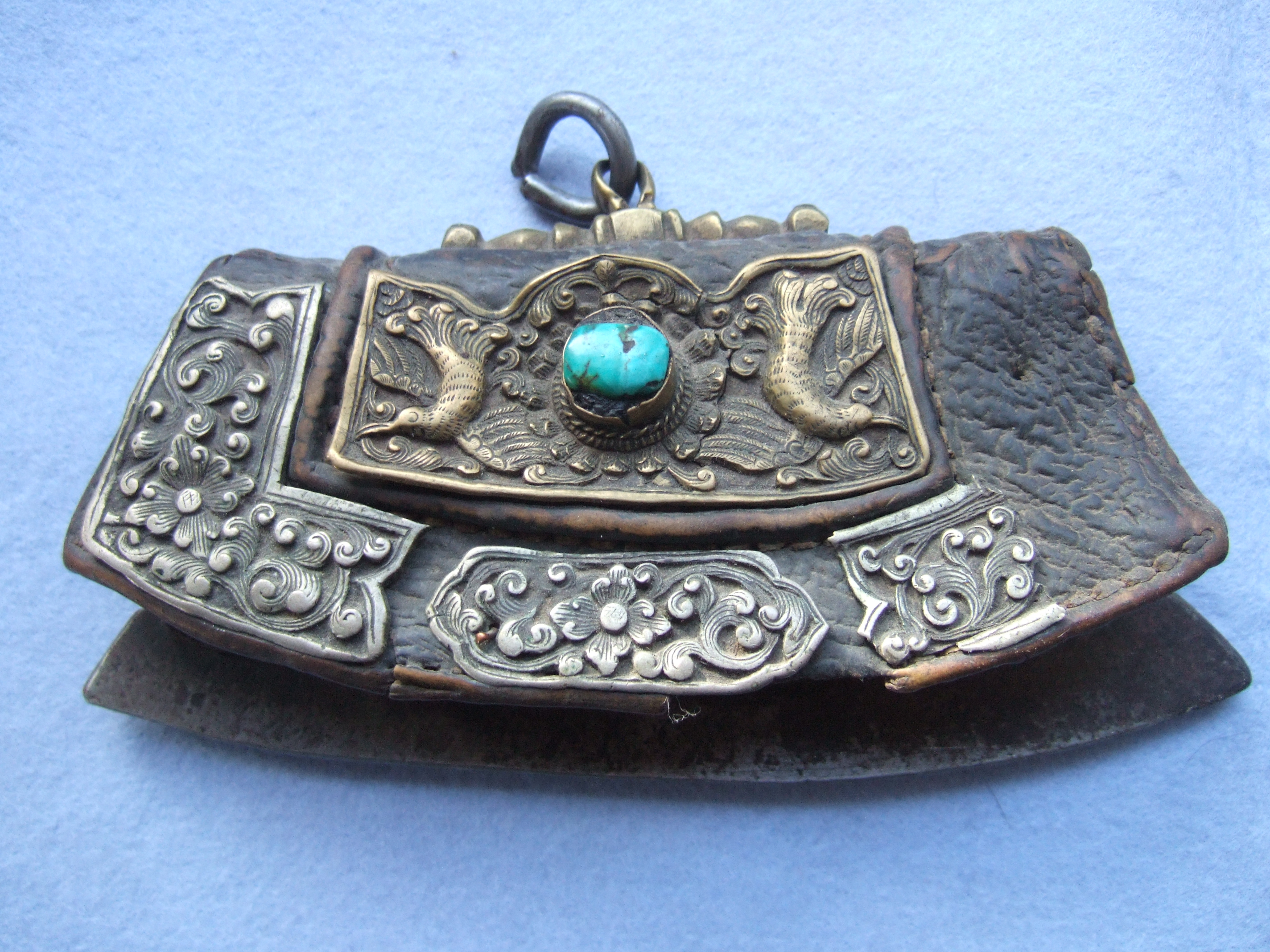
Tibetisches Feuerzeug mit getriebenem Bronze- und Silberblech und Türkis verziert. Erste Hälfte 20. Jahrhundert

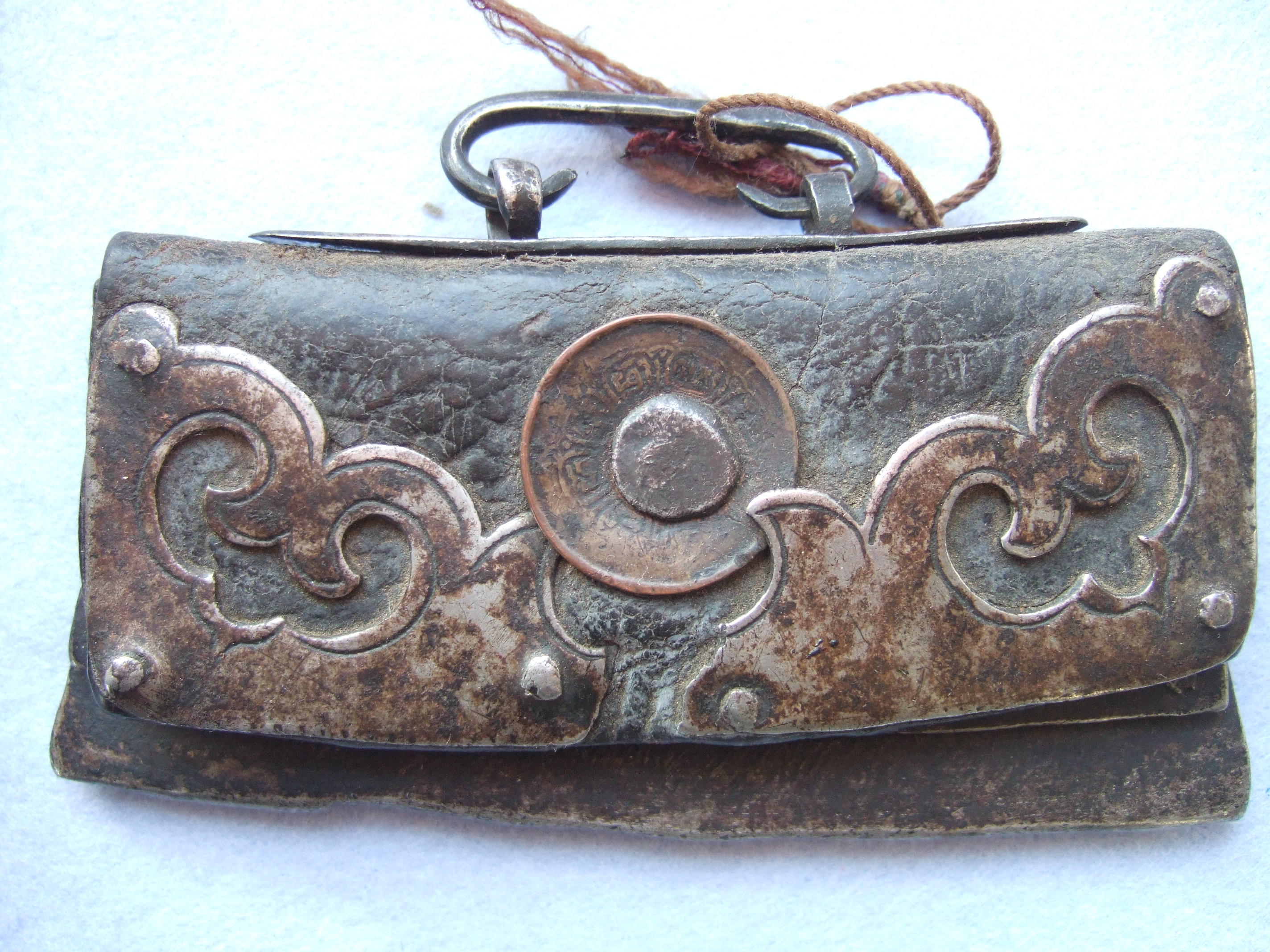
Einfaches tibetisches Feuerzeug mit Eisen beschlagen und mit einer tibetischen Kupfermünze verziert. Erste Hälfte 20. Jahrhundert

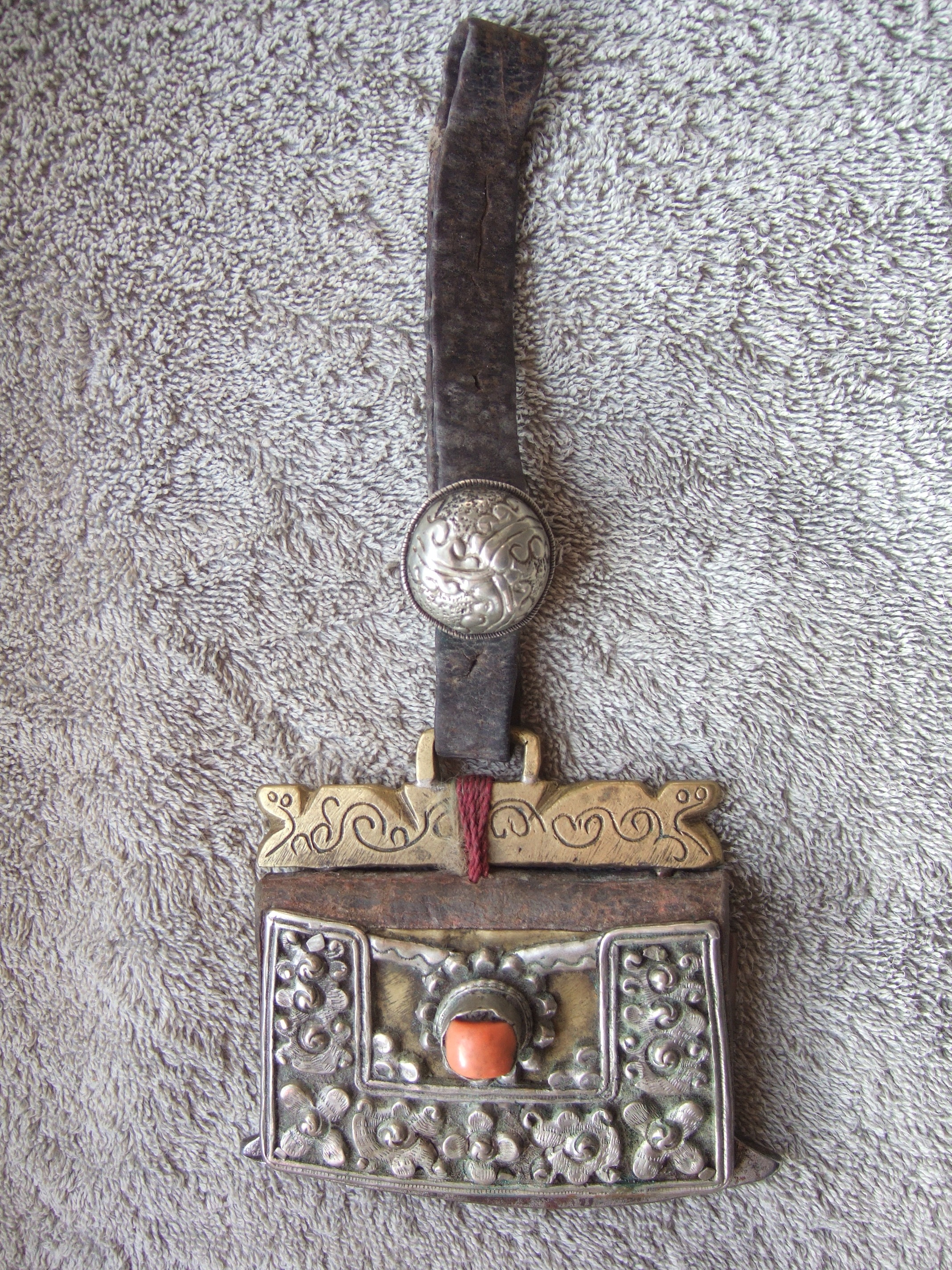
Tibetisches Feuerzeug mit getriebenem Silberblech und einer roten Korallenperle (Imitat) verziert. Die Trageschlaufe ist mit einem Silberknopf besetzt. Erste Hälfte 20. Jahrhundert

Ein tibetisches me lcags (Aussprache: „Metscha“; wörtlich: „Feuereisen“) ist ein Schlagfeuerzeug, bestehend aus einem ledernen Etui, an dem unten eine halbrunde Eisenklinge und oben eine Schlaufe oder ein Henkel befestigt ist. In diesem Etui bewahrt man einen Feuerstein sowie Zunder (z. B. Baumwolle) auf. Diese Objekte werden in der älteren englischsprachigen Literatur auch als chuckmuck (Tibetisch lcags mag) bezeichnet. Bei dem Begriff chuckmuck (Aussprache: „Tschakmak“) dürfte es sich um ein türkisches Lehnwort handeln, das im Tibetischen eine volksetymologische Umdeutung erfuhr.

## Verzierung
Meistens ist ein me lcags mit getriebenem Silber- oder Goldblech beschlagen, das mit buddhistischen, mythologischen oder floralen Motiven verziert ist. Einfache Feuerzeuge sind mit gravierten Bronze- oder Eisenplättchen beschlagen.

## Benutzung
Ein me lcags wird mit anderen Utensilien wie Geldbörse (tibetisch: ba' khug), Nähzeugbehälter (tibetisch: khab shubs), Messer, Siegel oder Behälter für Schreibgeräte am Gürtel getragen und kann je nach Wert und Qualität etwas über die soziale Stellung des Trägers aussagen. Ein me lcags war in Tibet vor der Besetzung durch China sowohl ein Objekt für den täglichen Gebrauch als auch das, was man, modern gesprochen, als „modisches Accessoire“ bezeichnen kann. Es wird auch noch heute von vielen Tibetern getragen, wobei seine Funktion als „Accessoire“ oder Schmuck überwiegt.